# Изборский 177-й пехотный полк
177-й пехотный Изборский полк — пехотная воинская часть Русской императорской армии.
Полковой праздник — 6 декабря.
Старшинство — со 2 апреля 1877 года.

## Формирование полка
Полк ведёт начало от сформированного 4 декабря 1863 года Динабургского крепостного батальона, который 14 августа 1864 года был переформирован в два отдельных батальона. 2 апреля 1877 года каждый из этих батальонов был переформирован в четырёхбатальонный полк, но уже 6 апреля из 2-х, 3-х и 4-х батальонов этих полков сформировано шесть отдельных резервных батальонов № 5—10 (упразднены 11 сентября 1878 года), а оставшиеся 1-е батальоны 19 мая 1877 года вновь были переформированы в два четырёхбатальонных полка. В августе того же года из этих полков были выделены 4-е батальоны, послужившие основанием для вновь сформированных резервных батальонов № 49—52, упразднённых в 1878 году. 16 января 1878 года из двух оставшихся трёхбатальонных полков было вновь выделено по батальону для образования резервных батальонов № 65—68, упразднённых в том же 1878 году, а оставшиеся два батальона в каждом полку были переформированы в 1 батальон и составили 1-й и 2-й Динабургские крепостные батальоны.
31 августа 1878 года из 1-го Динабургского крепостного батальона был образован 13-й резервный пехотный батальон (кадровый), который 25 марта 1891 года был назван Юрьевским резервным батальоном, а 1 декабря 1892 года переформирован в двухбатальонный полк, наименованный 178-м пехотным резервным Юрьевским полком. 6 февраля 1893 года этот полк переименован в 178-й пехотный резервный Изборский полк, а 1 января 1898 года переформирован в четырёхбатальонный состав, причём полку присвоен № 177. Старшинство Изборского полка установлено со 2 апреля 1877 года.
18 марта 1880 года полку было пожаловано простое знамя.
- Рядовой Сейфер Авраам Яковлевич, Пенза, 1914 г.
- Полковая форма образца 1912 г.
- Погон рядового к мундиру и шинели образца 1911 г.
- Погон рядового к походной форме военного времени образца 1914 г.

## Подчинение
Перед началом Первой мировой войны входил в состав 16-го армейского корпуса.

## Командиры полка
- 31.10.1899 — 22.02.1904 — полковник Краузе, Николай Фридрихович
- 17.07.1907 — 29.10.1912 — полковник Гордеев, Иван Иванович
- 06.11.1912 — 17.11.1914 — полковник (с 28.10.1914 генерал-майор) князь Стокасимов, Николай Павлович
- 21.11.1914 — 10.08.1915 — полковник Швецов, Андрей Александрович
- 09.12.1915 — 07.02.1917 — полковник Михеев, Виктор Степанович
- 08.03.1917 — 19.06.1917 — полковник Кормилев, Николай Николаевич

## Известные люди, служившие в полку
- Абриньба, Дмитрий Ильич
- Арайс, Юлийс
- Гандзюк, Яков Григорьевич
- Епископ Тихон (Шарапов)
- Турищев, Алексей Сергеевич